# نیروی پدافند هوایی ارتش جمهوری اسلامی ایران
نیروی پدافند هوایی ارتش جمهوری اسلامی ایران (به‌اختصار: نپاجا) یکی از ۴ نیروی زیرمجموعه ارتش جمهوری اسلامی ایران است، که وظیفه دفاع زمینی از حریم هوایی ایران را برعهده دارد.
پیشینه شکل‌گیری این نیرو به سال ۱۳۷۱ و تشکیل قرارگاه پدافند هوایی خاتم‌الانبیا بازمی‌گردد. از سال ۱۳۸۷ یگان‌های پدافند هوایی نیروی هوایی ارتش نیز به این مجموعه اضافه گردید. نیروی پدافند هوایی ارتش در سال ۱۳۹۸ با تفکیک از قرارگاه پدافند هوایی خاتم‌الانبیا، به‌عنوان چهارمین نیروی فعال ارتش، فعالیت رسمی خود را آغاز کرد. هم‌اکنون سرتیپ علیرضا صباحی‌فرد فرماندهی نیروی پدافند هوایی ارتش را برعهده دارد و سرتیپ علیرضا الهامی به‌عنوان جانشین فرمانده فعالیت می‌کند. در حال حاضر نیروی پدافند هوایی ارتش از ۱۰ منطقه پدافند هوایی تشکیل می‌شود.

## تاریخچه
در سال ۱۳۲۰ «سازمان ضد هوایی ایران» در قالب یک هنگ و متشکل از گردان‌های ضد هوایی شکل گرفت، که یکی از گردان‌ها، گردان نورافکن ضد هوایی بود و گردان مستقل دیگر نیز از ۴ گروه مسلسل ضد هوایی تشکیل می‌شد.
در سال ۱۳۳۳ یگان‌های ضد هوایی از نیروی زمینی ارتش جدا شد و به نیروی هوایی ارتش ملحق گردید و به توپ‌های ۴۰ م. م ضد هوایی مجهز شدند، ولی پس از حدود دو سال این یگان‌ها مجدداً به تابعیت نیروی زمینی درآمد و پس از مدتی با انجام تغییراتی در سازمان، توپخانه ضد هوایی ارتش متشکل از ۳ گردان ضد هوایی تأسیس گردید.
در سال ۱۳۳۷ یک سامانه راداری متحرک در فرودگاه دوشان تپه مستقر گردید، که ضمن بهره‌برداری از آن برای آموزش، به عنوان اولین سامانه راداری ایران، پوشش راداری تهران را در ساعات روشنایی روز تأمین نمود و در بقیه ساعات شبانه روز نیز به صورت خاموش نگهداری می‌شد.
در سال ۱۳۴۵ فرماندهی دفاع هوایی به موشک‌های سطح‌به‌هوای «سی‌کت»، «تایگر کت» و توپ‌های ضدهوایی زو-۲۳–۲ روسی مجهز گردید و کلیه جنگ‌افزارهای دفاع هوایی در سازمانی تحت عنوان گروه توپخانه دفاع زمین به هوا تشکیل شدند. در همین سال خرید سامانه موشکی ام‌آی‌ام-۲۳ هاوک از ایالات متحده آمریکا در دستور کار قرار گرفت، گرچه توافقات به عمل آمده، بعدها لغو شدند.
در اوایل سال ۱۳۴۸ جهت جایگزین نمودن واژه‌های فارسی «فرماندهی دفاع هوایی» به «فرماندهی پدافند هوایی» تغییر نام داد. در سال ۱۳۵۰ تعداد گردان‌های تابعه پدافند هوایی به ۱۴ گردان و ایستگاه‌های رادار نیز به ۲۰ ایستگاه رسید و اولین ایستگاه زمینی جمع‌آوری اطلاعات سیگنالی نیز در اواخر سال ۱۳۵۰ در قله کوه نخجیر (در غرب ایلام) تأسیس و عملیاتی گردید. در همین سال شبکه فرماندهی و کنترل پدافند هوایی نیز تشکیل شد، که شامل یک مرکز عملیات پدافند هوایی، ۲ مرکز عملیات منطقه‌ای و ۶ مرکز کنترل و گزارش بود.
در سال ۱۳۵۰ سامانه پدافندی اورلیکن ۳۵ م‌م که آتش آن توسط سامانه راداری هدایت و کنترل می‌گردید، به خدمت گرفته شد. توپ‌ها ساخت کارخانه اورلیکن و رادار ساخت کارخانه کنتراوس سوییس بودند و در نوع خود از پیشرفته‌ترین سامانه‌های پدافند زمین به هوای ارتفاع کم محسوب می‌شدند. در همان سال، راه‌اندازی فرماندهی اطلاعات و شناسایی الکترونیکی (فاشا) با هسته اولیه پروژه آیبکس (IBEX) تحت رمز «خفاش» زیر نظر اطلاعات و عملیات نیروی هوایی و با امکاناتی محدود، فعالیت خود را آغاز نمود.
در سال ۱۳۵۳ سامانه موشکی راپیر به تجهیزات پدافند هوایی اضافه گردید و سامانه موشکی سی کت از رده خارج شد. با توسعه سازمان فرماندهی پدافند هوایی، گروه‌های پدافند زمین به هوا در هشت منطقه شامل تهران، اصفهان، اهواز، دزفول، امیدیه، بوشهر، بندرعباس و چابهار سازماندهی گردیده و در تبریز، همدان، شیراز، شرق کشور، مشهد و شهرآباد در سطح گردان حفظ شدند. در تصمیمات بعدی، ایران به چهار منطقه پدافند هوایی تقسیم گردید و فرماندهان مناطق چهارگانه به‌طور مستقیم زیر نظر فرماندهی پدافند هوایی قرار گرفتند. در این زمان تعداد گروه‌های پدافند هوایی به رقم ۲۱ رسید.
پس از انقلاب ۱۳۵۷ به خدمت گرفتن رادارهای پرنده (آواکس) و تشکیل شبکه فرماندهی و کنترل پیشرفته مجهز به سامانه‌های رایانه‌ای متوقف گردید. از سال ۱۳۷۱ قرارگاه پدافند هوایی خاتم‌الانبیا مسئولیت هماهنگی فعالیت‌های پدافند هوایی ارتش و سپاه را عهده‌دار شد و در سال ۱۳۷۶ برای تأمین نیازهای نیروی هوایی و پدافند هوایی در تخصص‌های مختلف دانشگاه علوم و فنون هوایی شهید ستاری تأسیس گردید.
قرارگاه پدافند هوایی خاتم‌الانبیا که در ساختار سازمانی قبلی، هدایت و کنترل عملیاتی یگان‌های پدافند هوایی نیروهای مسلح ایران را برعهده داشت، در ساختار تشکیلاتی جدید با تحویل گرفتن کامل یگان‌های پدافند هوایی نیروی هوایی ارتش و اعمال فرماندهی کامل بر این یگان‌ها، با در اختیار گرفتن فرماندهی اطلاعات و شناسایی، شبکه راداری، موشکی و توپخانه، دیده‌بانی و سامانه‌های پشتیبانی رزمی و عمومی، از طریق سامانه فرماندهی و کنترل پدافند هوایی، مسئولیت کنترل عملیات هوایی را برعهده دارد و کلیه جنگ‌افزارها و یگان‌های پدافند هوایی سپاه و ارتش نیز همانند گذشته، تحت فرمان‌های عملیاتی قرارگاه پدافند هوایی خاتم‌الانبیا، عمل خواهند کرد.

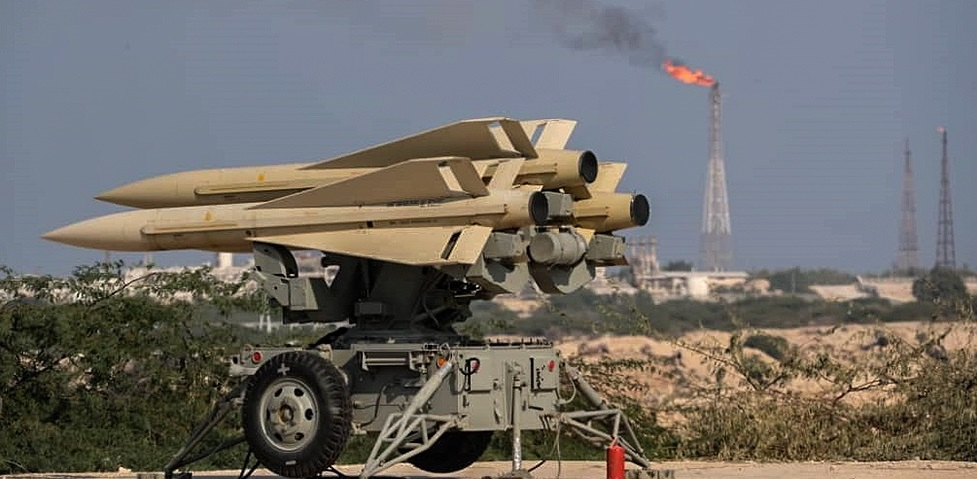
پدافند مستقر در تأسیسات نفتی-گازی استان بوشهر

در خرداد ۱۳۹۸ نیروی پدافند هوایی ارتش از قرارگاه خاتم‌الانبیا جدا شد و این قرارگاه مانند گذشته مسئولیت هماهنگی و بهره‌برداری از فعالیتهای پدافند هوایی کلیه نیروهای مسلح ایران و کنترل شبکه یکپارچه فرماندهی پدافند هوایی کشور را برعهده گرفت.

## مناطق پدافند هوایی
- منطقه پدافند هوایی شمال تهران
- منطقه پدافند هوایی شمال‌شرق مشهد
- منطقه پدافند هوایی شرق بیرجند
- منطقه پدافند هوایی جنوب‌شرق بندر عباس
- منطقه پدافند هوایی جنوب بوشهر
- منطقه پدافند هوایی جنوب‌غرب اهواز
- منطقه پدافند هوایی غرب آبدانان
- منطقه پدافند هوایی مرکز اصفهان
- منطقه پدافند هوایی غرب همدان
- منطقه پدافند هوایی شمال‌غرب تبریز
- منطقه پدافند هوایی جنوب شرق زاهدان
- منطقه پدافند هوایی شمال کویر شمالی سمنان

## سامانه‌های پدافندی
- سامانه موشکی باور ۳۷۳
- سامانه موشکی ۱۵ خرداد
- ام‌آی‌ام-۲۳ هاوک
- سامانه موشکی مرصاد (ام‌آی‌ام-۲۳ هاوک)
- سامانه موشکی صیاد (اس-۷۵ دوینا)
- توپ ضدهوایی سماوات (اورلیکن ۳۵ م‌م)
- سامانه پدافند هوایی سوم خرداد
- سامانه موشکی اس-۳۰۰
- سامانه موشکی اس-۲۰۰
- سامانه پدافندی زوبین
- سامانه پدافندی مجید
- سامانه موشکی تور
- موشک راپیر
- سامانه موشکی طبس (نسخه ارزان‌تر سامانه پدافند هوایی سوم خرداد)
- توپ ضد هوایی ۲۳ میلی‌متری
- سامانه پدافندی یازهرا
- پدافند هوایی خودکششی شیلکا
- سامانه پدافندی سراج ۱
- توپ ضدهوایی مصباح ۱ (زو-۲۳–۲)
- سامانه پدافند هوایی حرز نهم
- سامانه پدافندی دزفول
- سامانه پدافندی رعد
- سامانه موشکی ۹ دی
- سامانه پدافندی آذرخش
- سامانه موشکی آرمان ۱ و ۲ (نسخه ۱ دارای رادار آرایه فازی فعال و نسخه ۲ دارای رادار آرایه فازی غیرفعال هست)

## فرماندهی
فرماندهی نیروی پدافند هوایی ارتش برعهده سرتیپ علیرضا صباحی‌فرد است، که از خردادماه ۱۳۹۸ فرماندهی این نیرو را برعهده دارد. همچنین اولین فرمانده این نیرو پس از تفکیک از نیروی هوایی ارتش، سرتیپ احمد میقانی بود. پیش از این و در زمان جنگ ایران و عراق، محمود خضرایی فرماندهی پدافند هوایی ارتش را عهده‌دار بود.
فرمانده پدافند هوایی نیروی هوایی ارتش
- سرهنگ علی نخجوان
- سرلشکر نصرت‌الله خلیل ناجی
- سرلشکر محمدهادی اسفندیاری (سپس سپهبد شد) - از ۱۳۴۸ تا ۱۳۵۳
- سرلشکر امیر کامیابی‌پور - از ۱۳۵۳ تا ۱۳۵۵
- سرلشکر سید سعید مهدیون (سپس سپهبد شد) - از ۱۳۵۵ تا ۲۲ بهمن ۱۳۵۷
- سرهنگ ابوالفتح یافت‌آبادی - از ۱۳۵۷ تا ۱۳۵۸
- سرهنگ ارسلان پورارسلان - از ۱۳۵۸ تا؟
- سرهنگ ناصر اسکندر افشار - از ۱۳۶۲ تا ۱۳۶۶
- سرهنگ محمود خضرایی (پس از کشته شدن، سرتیپ و سپس سرلشکر شد) -؟
- سرتیپ سید محمود یمینی - از ۱۳۶۴ تا ۱۳۷۴
- سرتیپ علی غلامی - از ۱ آذر ۱۳۷۴ تا خرداد ۱۳۸۰
- سرتیپ احمد صادق‌نژاد - از خرداد ۱۳۸۰ تا ۱۲ بهمن ۱۳۸۲
- سرتیپ دوم احمد شاهرخی - از ۱۲ بهمن ۱۳۸۲ تا ۱۶ تیر ۱۳۸۴
- سرتیپ دوم قادر رحیم‌زاده - از ۱۶ تیر ۱۳۸۴ تا ۱۱ آذر ۱۳۸۵
- سرتیپ دوم جعفر خادمی - از ۱۱ آذر ۱۳۸۵ تا ۱۱ شهریور ۱۳۸۷
- سرتیپ دوم محمداسماعیل رستمی - از ۲۷ تیر ۱۳۸۷ تا ۴ شهریور ۱۳۸۷

فرمانده قرارگاه پدافند هوایی خاتم‌الانبیاء
- سرتیپ احمد میقانی - از ۱۱ شهریور ۱۳۸۷ تا ۲۶ دی ۱۳۸۹
- سرتیپ فرزاد اسماعیلی - از ۲۶ دی ۱۳۸۹ تا ۸ خرداد ۱۳۹۷
- سرتیپ علیرضا صباحی‌فرد - از ۸ خرداد ۱۳۹۷[۱۱] تا ۷ خرداد ۱۳۹۸
- سرلشکر سید عبدالرحیم موسوی - از ۷ خرداد ۱۳۹۸ تا ۸ اردیبهشت ۱۴۰۰
- سرتیپ قادر رحیم‌زاده - از ۸ اردیبهشت ۱۴۰۰ تا ۱۶ بهمن ۱۴۰۳
- سرتیپ علیرضا صباحی‌فرد - از ۱۶ بهمن ۱۴۰۳ تاکنون

فرمانده نیروی پدافند هوایی ارتش
- سرتیپ علیرضا صباحی‌فرد - از ۷ خرداد ۱۳۹۸ تاکنون